# أرزان (تركيا)
أرزان (بالسريانية أرزون ، والأرمنية أرزن ، وآزن، والعربية أرزان) كانت مدينة قديمة تعود إلى العصور الوسطى، وتقع على منطقة الحدود بين الجزيرة الفراتية ومرتفعات أرمينيا. موقع العاصمة الأرمنية القديمة تيغرانوسيرتا [الإنجليزية]، وفقًا للعلماء المعاصرين، كانت في أواخر العصور القديمة عاصمة مقاطعة أرزانين [الإنجليزية]، وهي أسقفية سريانية وحصن حدودي فارسي ساساني في الحروب الرومانية الفارسية في تلك الفترة. بعد الفتوحات الإسلامية، أصبحت لفترة وجيزة مقرًا لسلالة مستقلة من الأمراء في القرن التاسع، قبل أن يدمرها البيزنطيون في الحروب بين الإمبراطورية البيزنطية والحمدانيين في القرن العاشر. بحلول القرن الثاني عشر، تم التخلي عنها وتدميرها. اليوم، لم يتبق سوى القليل من آثار البلدة.

## العصور الوسطى
استسلمت المدينة لإياد بن غانم في عام 640، خلال الموجة الأولى من الفتوحات الإسلامية. أدرج الجغرافيون العرب المدينة في الجزيرة الفراتية، وتحديدًا في قضاء ديار بكر، وغالبًا ما أشاروا إليها مع مدينة ميافارقين القريبة. كانت المنطقة خصبة وغنية: وفقًا لقدامة بن جعفر، بلغ إجمالي إيرادات ميافارقين وأرزان في العصر العباسي 4.1 مليون درهم. على عكس المناطق الأرمنية الواقعة في أقصى الشمال، والتي شكلت في نهاية المطاف جزءًا من مملكة أرمينية مستعادة في القرن التاسع، سرعان ما تعرّبَت أرزان والمدن الأخرى على المحيط الجنوبي، وأصبح سكانها غير قابلين للتمييز عن سكان الجزيرة الفراتية أو الشام أو بقية العرب عمومًا. استوطنت قبيلة بني شيبان، وهي فرع من بني بكر، في المنطقة الأوسع وسيطرت على ديار بكر سياسيًّا حتى أواخر القرن التاسع.

### إمارة أرزان الزرادية
أصبحت أرزان نفسها تحت حكم سلالة مسلمة محلية، وهي الزراريون، والتي ربما تنحدر أيضًا من بني بكر، ولكن أصولها الدقيقة، وعلاقتها بالشيبانيين، وتاريخها المبكر غير معروفة. أول عضو موثق في السلالة هو موسى بن زرارة في منتصف القرن التاسع. اختلط الزراريون مع جيرانهم المسيحيين الأرمن: تزوج موسى من أخت باغرات الثاني باغراتوني [الإنجليزية]، بينما تزوج ابنه أبو المغرة من أميرة أرتسرونية [الإنجليزية]. ونتيجة لذلك، مال الزراريون إلى الوقوف إلى جانب جيرانهم المسيحيين خلال القرن التاسع. في الواقع، خلال الثورة الأرمنية في أوائل خمسينيات القرن التاسع، انضم الأمير موسى إلى الانتفاضة بسبب معارضته للحاكم العباسي يوسف بن محمد بن يوسف المروزي، وكان أحد الأمراء الأرمن قد أُسر في العاصمة العباسية سامراء على يد القائد العباسي بغا الكبير. وبسبب التهديد الذي تعرض له من جيرانه الشيبانيين، ذهب أبو المغرة، وهو نصف أرمني متزوج من أرمنية، إلى حد التحول إلى المسيحية سرًّا، والانضمام إلى قواته مع قوات أقاربه الأرسترونيين، ولكن في حوالي ق. 890 أسره الحاكم الشيباني الطموح لديار بكر، أحمد بن عيسى الشيباني، الذي ضم ممتلكات الزراريين.

### التاريخ اللاحق والتخلي
في مواجهة توسع الإمبراطورية البيزنطية في عهد يوحنا قرقيس [الإنجليزية] في ثلاثينيات القرن التاسع، أصبحت أرزان تحت سيطرة الحمدانيين. وقد تم تعيين علي بن جعفر الديلمي، أحد مساعدي الحمدانيين، حاكمًا لها، ولكنه تمرد على الأمير الحمداني ناصر الدولة في عام 936. فأرسل الأخير أخاه سيف الدولة لهزيمة المتمردين وتولي ولاية ديار بكر بأكملها. خلال العقود التالية، استخدم سيف الدولة المدينة كقاعدة لعملياته ضد الإمارات الأرمنية إلى الشمال أو البيزنطيين إلى الغرب؛ وعاشَت المدينة أوج عزها في عصر الحمدانيين. وفي سياق هذه الصراعات، نهب البيزنطيون مدينة أرزان في عام 942 ودمروها. وسرعان ما استعادها الحمدانيون وأعادوا بناءها، لكن المنطقة ظلت محل نزاع بعد ذلك. خلال هذه الفترة، ظهر الأكراد لأول مرة واستقروا في المنطقة، وسرعان ما حلوا محل العنصر العربي.
تراجعت أهمية المدينة منذ منتصف القرن العاشر، حتى أن الجغرافي ياقوت الحموي في القرن الثاني عشر/الثالث عشر ذكر أنها كانت مهجورة وفي حالة خراب؛ ربما بسبب ما عصف في العالم الإسلامي من الغزو المغولي. باستثناء رسومات تايلور، لم يتبق من المدينة اليوم إلا القليل، حيث خٌصصَت المنطقة للزراعة.